# 科学技术会议录索引
科学技术会议录索引（英語：Index to Scientific & Technical Proceedings, ISTP）1978年创刊，由美国科学情报研究所所编著，收录国际上著名的科技会议文献为主。